# اندرس کورو
اندرس کورو (انگلیسی: Andres Cuero؛ زادهٔ ۸ ژوئیهٔ ۱۹۸۹) بازیکن فوتبال اهل ایالات متحده آمریکا است.